# Pomponio Allegri
Pomponio Allegri (Correggio, 1522 – Parma, 1593) è stato un pittore italiano.

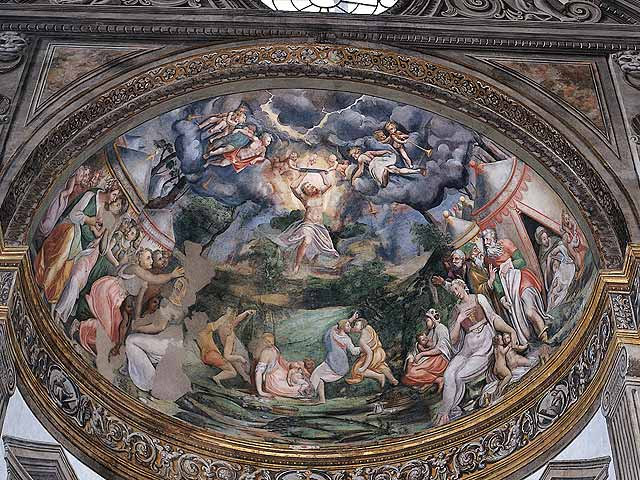
Mosè riceve le tavole della legge sul monte Sinai

Figlio del Correggio e di Jeronima Merlini, fu attivo a Parma dove venne incaricato di decorare varie chiese.
Alcune sue opere sono ancora custodite nella Galleria nazionale di Parma.